# Урочище «Бурімка» (пам'ятка природи)
Уро́чище «Бурі́мка» — ботанічна пам'ятка природи місцевого значення в Україні. Розташована в межах Менського району Чернігівської області, на південний схід від села Слобідка і на південь від смт Сосниця. 
Площа 5 га. Статус присвоєно згідно з рішенням Чернігівського облвиконкому від 08.09.1958 року № 861; від 10.06.1972 року № 303; від 27.12.1984 року № 454; від 28.08.1989 року № 164; від 31.07.1991 року № 159. Перебуває у віданні ДП «Холминське лісове господарство», Сосницьке л-во, кв. 126, вид. 17, 29). 
Статус присвоєно для збереження мальовничого урочища між річкою Десна і заплавним озером Бурімка. Західна частина урочища вкрита мішаним лісом, центральна і східна — насадженнями сосни. У східній частині розташований пагорб «Біла Круча» з високим піщаним урвищем, що спускається до Десни. 